# Jonathan Sela
Jonathan Sela, ASC (nascut el 29 d’abril de 1978) és un director de fotografia israelià nascut a França. Ha rodat nombrosos anuncis publicitaris, vídeos musicalss i llargmetratges, inclosos John Wick, The Midnight Meat Train, Transformers: The Last Knight i Deadpool 2, així com nombroses col·laboracions amb els directors John Moore  i David Leitch.

## Vida i carrera
Sela va néixer a París, França. Als 10 anys, el seu avi polonès el va portar al plató de La llista de Schindler a Cracòvia, que el va inspirar a seguir una carrera en el cinema. Quatre anys més tard, va començar a treballar a Israel com a càmera i tècnic d'il·luminació en nombroses pel·lícules i programes de televisió, primer com a tècnic d'il·luminació i després com a gaffer. Va emigrar als Estats Units als 19 anys i es va inscriure a l'American Film Institute a Los Angeles. Va ser assistent del director de fotografia Vilmos Zsigmond per a dues pel·lícules. abans de debutar com a director de fotografia amb el videoclip de Lowrider de Cypress Hill. Després de rodar diversos curts, va fer el seu debut al llargmetratge amb la pel·lícula de comèdia de 2004 Soul Plane. El 2006, va rodar el remake de The Omen, la primera de diverses col·laboracions amb el director John Moore. El mateix any va rebre el premi a la millor fotografia al XXXIX Festival Internacional de Cinema Fantàstic de Catalunya pel seu treball a Rohtenburg.
El 2008 va rodar tant l'adaptació de Clive Barker The Midnight Meat Train i Max Payne, una pel·lícula d'acció neo-noir basada en l'aclamat videojoc del mateix nom. Alguns dels projectes més recents de Sela inclouen el drama criminal Law Abiding Citizen, dirigit per F. Gary Gray, la cinquena entrada de la sèrie de pel·lícules Die Hard A Good Day to Die Hard, i el thriller d'acció John Wick. Sela va ser directora de fotografia a Transformers: The Last Knight del 2017, la cinquena entrada de la franquícia d'acció de ciència-ficció. Sela també ha treballat en anuncis publicitaris per a empreses com Verizon Wireless, KFC, Gillette i Mary Kay, i ha gravat vídeos musicals per a artistes com Rihanna i Green Day.
Sela va ser convidat a la American Society of Cinematographers el desembre de 2022.

### Vida personal
Sela viu a Venice (Los Angeles) amb la seva dona, la fotògrafa Megan Schoenbachler, i els seus dos fills.

## Filmografia

### Cinema
| Any  | Títol                                                | Director                    |
| ---- | ---------------------------------------------------- | --------------------------- |
| 2004 | Soul Plane                                           | Jessy Terrero               |
| 2005 | Marilyn Hotchkiss' Ballroom Dancing and Charm School | Randall Miller              |
| 2006 | Dreamland                                            | Jason Matzner               |
| 2006 | Rohtenburg                                           | Martin Weisz                |
| 2006 | The Omen                                             | John Moore                  |
| 2007 | Randy and the Mob                                    | Ray McKinnon                |
| 2008 | The Midnight Meat Train                              | Ryuhei Kitamura             |
| 2008 | Powder Blue                                          | Timothy Linh Bui            |
| 2008 | Max Payne                                            | John Moore                  |
| 2009 | Law Abiding Citizen                                  | F. Gary Gray                |
| 2013 | A Good Day to Die Hard                               | John Moore                  |
| 2014 | John Wick                                            | Chad Stahelski David Leitch |
| 2017 | Transformers: The Last Knight                        | Michael Bay                 |
| 2017 | Atomic Blonde                                        | David Leitch                |
| 2018 | Deadpool 2                                           | David Leitch                |
| 2019 | Hobbs & Shaw                                         | David Leitch                |
| 2022 | The Lost City                                        | Aaron and Adam Nee          |
| 2022 | Bullet Train                                         | David Leitch                |
| 2024 | The Fall Guy                                         | David Leitch                |

### Televisió
| Any  | Títol               | Director  | Episodi                           |
| ---- | ------------------- | --------- | --------------------------------- |
| 2015 | Limitless           | Marc Webb | "Pilot"                           |
| 2015 | Crazy Ex-Girlfriend | Marc Webb | "Josh Just Happens to Live Here!" |

### Vídeos musicals
| Any  | Títol                                                  | Artista                                                              | Director                               |
| ---- | ------------------------------------------------------ | -------------------------------------------------------------------- | -------------------------------------- |
| 2001 | "The Motivation Proclamation"                          | Good Charlotte                                                       | Marc Webb                              |
| 2001 | "Waiting"                                              | Green Day                                                            | Marc Webb                              |
| 2001 | "Simple Creed"                                         | Live                                                                 | Marc Webb                              |
| 2001 | "Sunny Hours"                                          | Long Beach Dub Allstars featuring will.i.am                          | Francis Lawrence                       |
| 2001 | "Lowrider"                                             | Cypress Hill                                                         | Smith n' Borin                         |
| 2002 | "Anything"                                             | Jaheim featuring Next                                                | Darren Grant                           |
| 2002 | "I'm Just a Kid"                                       | Simple Plan                                                          | Smith n' Borin                         |
| 2002 | "Walking Away"                                         | Craig David                                                          | Lenny Bass                             |
| 2002 | "American Girls"                                       | Counting Crows                                                       | Marc Webb                              |
| 2002 | "I Don't Wanna"                                        | Keke Wyatt                                                           | Erik White                             |
| 2002 | "Dilemma"                                              | Nelly featuring Kelly Rowland                                        | Benny Boom                             |
| 2002 | "Luv U Better"                                         | LL Cool J                                                            | Benny Boom                             |
| 2002 | "Hot Wheels"                                           | Jim Crow                                                             | Fat Cats                               |
| 2002 | "Bigger Business"                                      | Swizz Beatz featuring P. Diddy, Baby, Jadakiss, Cassidy i Snoop Dogg | Benny Boom                             |
| 2002 | "Crush Tonight"                                        | Fat Joe featuring Ginuwine                                           | Benny Boom                             |
| 2002 | "Paradise"                                             | LL Cool J                                                            | Benny Boom                             |
| 2003 | "Pussycat"                                             | Wyclef Jean                                                          | Director X                             |
| 2003 | "Rock Your Body"                                       | Justin Timberlake                                                    | Francis Lawrence                       |
| 2003 | "Many Men (Wish Death)"                                | 50 Cent                                                              | Jessy Terrero                          |
| 2003 | "Fallen"                                               | Mýa                                                                  | Darren Grant                           |
| 2003 | "The First Cut Is the Deepest"                         | Sheryl Crow                                                          | Wayne Isham                            |
| 2003 | "Milkshake"                                            | Kelis                                                                | Jake Nava                              |
| 2003 | "Clap Back"                                            | Ja Rule                                                              | Benny Boom                             |
| 2003 | "You Don't Know My Name"                               | Alicia Keys                                                          | Chris Robinson                         |
| 2003 | "Sick and Tired"                                       | Nappy Roots                                                          | The Saline Project                     |
| 2004 | "The Unnamed Feeling"                                  | Metallica                                                            | The Malloys                            |
| 2004 | "100 Years"                                            | Five for Fighting                                                    | Trey Fanjoy                            |
| 2004 | "U Should've Known Better"                             | Monica                                                               | Benny Boom                             |
| 2004 | "Lola Stars and Stripes"                               | The Stills                                                           | Olivier Gondry                         |
| 2004 | "Love Will Come Through"                               | Travis                                                               | Arni & Kinski                          |
| 2004 | "A Million Days"                                       | Prince                                                               | Sanaa Hamri                            |
| 2004 | "Slither"                                              | Velvet Revolver                                                      | Kevin Kerslake                         |
| 2004 | "Who Is She 2 U"                                       | Brandy                                                               | Jake Nava                              |
| 2004 | "My Boo"                                               | Usher featuring Alicia Keys                                          | Chris Robinson                         |
| 2004 | "Rumors"                                               | Lindsay Lohan                                                        | Jake Nava                              |
| 2004 | "Sand in My Shoes"                                     | Dido                                                                 | Alex De Rakoff                         |
| 2005 | "Get Right"                                            | Jennifer Lopez                                                       | Francis Lawrence                       |
| 2005 | "Over"                                                 | Lindsay Lohan                                                        | Jake Nava                              |
| 2005 | "Shiver"                                               | Natalie Imbruglia                                                    | Jake Nava                              |
| 2005 | "The Clincher"                                         | Chevelle                                                             | Nathan Cox                             |
| 2005 | "Cater 2 U"                                            | Destiny's Child                                                      | Jake Nava                              |
| 2005 | "First"                                                | Lindsay Lohan                                                        | Jake Nava                              |
| 2005 | "Make a Move"                                          | Incubus                                                              | Marc Webb                              |
| 2005 | "No Daddy"                                             | Teairra Marí                                                         | Jessy Terrero                          |
| 2005 | "Everlasting Love"                                     | Jamie Cullum                                                         | Toby Tremlett                          |
| 2005 | "Let It Slide"                                         | Joanna                                                               | Honey                                  |
| 2005 | "Get Your Number"                                      | Mariah Carey featuring Jermaine Dupri                                | Jake Nava                              |
| 2006 | "Pump It"                                              | The Black Eyed Peas                                                  | Francis Lawrence                       |
| 2006 | "Coming Undone"                                        | Korn                                                                 | Director X                             |
| 2006 | "Rough Landing, Holly"                                 | Yellowcard                                                           | Marc Webb                              |
| 2006 | "Ain't No Other Man"                                   | Christina Aguilera                                                   | Bryan Barber                           |
| 2006 | "Morris Brown"                                         | Outkast                                                              | Bryan Barber                           |
| 2006 | "Dark Blue"                                            | Jack's Mannequin                                                     | Brett Simon                            |
| 2006 | "Save Room"                                            | John Legend                                                          | Bryan Barber                           |
| 2006 | "We Ride"                                              | Rihanna                                                              | Anthony Mandler                        |
| 2006 | "Love Like Winter"                                     | AFI                                                                  | Marc Webb                              |
| 2006 | "Irreplaceable"                                        | Beyoncé                                                              | Anthony Mandler                        |
| 2006 | "Hurt"                                                 | Christina Aguilera                                                   | Floria Sigismondi & Christina Aguilera |
| 2007 | "Just Fine"                                            | Mary J. Blige                                                        | Chris Applebaum                        |
| 2008 | "Love Lockdown"                                        | Kanye West                                                           | Simon Henwood                          |
| 2008 | "Sex on Fire"                                          | Kings of Leon                                                        | Sophie Muller                          |
| 2009 | "Russian Roulette"                                     | Rihanna                                                              | Anthony Mandler                        |
| 2009 | "A Dustland Fairytale"                                 | The Killers                                                          | Anthony Mandler                        |
| 2009 | "Kings and Queens"                                     | Thirty Seconds to Mars                                               | Bartholomew Cubbins                    |
| 2009 | "New Divide"                                           | Linkin Park                                                          | Joe Hahn                               |
| 2009 | "21 Guns"                                              | Green Day                                                            | Marc Webb                              |
| 2009 | "Run This Town"                                        | Jay-Z featuring Rihanna i Kanye West                                 | Anthony Mandler                        |
| 2009 | "Stronger"                                             | Mary J. Blige                                                        | Anthony Mandler                        |
| 2009 | "It Kills Me"                                          | Melanie Fiona                                                        | Armen Djerrahian                       |
| 2009 | "(If You're Wondering If I Want You To) I Want You To" | Weezer                                                               | Marc Webb                              |
| 2010 | "Last of the American Girls"                           | Green Day                                                            | Marc Webb                              |
| 2010 | "Pop Goes the World"                                   | Gossip                                                               | Philip Andelman                        |
| 2010 | "Fistful of Tears"                                     | Maxwell                                                              | Philip Andelman                        |
| 2010 | "Over"                                                 | Drake                                                                | Anthony Mandler                        |
| 2010 | "The Time (Dirty Bit)"                                 | The Black Eyed Peas                                                  | Rich Lee                               |
| 2011 | "What the Hell"                                        | Avril Lavigne                                                        | Marcus Raboy                           |
| 2011 | "E.T."                                                 | Katy Perry featuring Kanye West                                      | Floria Sigismondi                      |
| 2011 | "Till the World Ends"                                  | Britney Spears                                                       | Ray Kay                                |
| 2011 | "Right There"                                          | Nicole Scherzinger                                                   | Paul Hunter                            |
| 2011 | "Dance for You"                                        | Beyoncé                                                              | Alan Ferguson & Beyoncé                |
| 2012 | "This Kiss"                                            | Carly Rae Jepsen                                                     | Justin Francis                         |
| 2013 | "Give It 2 U"                                          | Robin Thicke featuring Kendrick Lamar i 2 Chainz                     | Diane Martel                           |
| 2013 | "Wrecking Ball"                                        | Miley Cyrus                                                          | Terry Richardson                       |
| 2013 | "Danse"                                                | Mia Martina                                                          | Michael Maxxis                         |
| 2014 | "Love Never Felt So Good"                              | Justin Timberlake i Michael Jackson                                  | Rich Lee & Justin Timberlake           |
| 2015 | "Can't Feel My Face"                                   | The Weeknd                                                           | Grant Singer                           |
| 2015 | "Finna Get Loose"                                      | Puff Daddy featuring Pharrell Williams                               | Hype Williams                          |
| 2018 | "Ashes"                                                | Céline Dion                                                          | David Leitch                           |
| 2018 | "Wild Hearts Can't Be Broken"                          | Pink                                                                 | Sasha Samsonova                        |
| 2018 | "In My Blood"                                          | Shawn Mendes                                                         | Jay Martin                             |
| 2023 | "I Can See You"                                        | Taylor Swift                                                         | Taylor Swift                           |